# 小泉優子
小泉 優子（こいずみ ゆうこ、1980年5月24日 - ）は、日本のAV女優。出身地は山口県である。

## 略歴
白衣の天使が*2010年4月に「ミス本番　優子　緊張と恥じらいのデビュー」で宇宙企画よりAVデビュー。ミス本番シリーズとしては20年ぶりの復活となった。デビュー作と2作目までは優子名義の作品である。
- 6月作品のお帰りなさいませご主人様からは小泉優子名義の作品となる。

## 人物
- 趣味：買い物、カラオケ

## 作品

### アダルトビデオ
2010年
- ミス本番 優子　緊張と恥じらいのデビュー（4月16日、宇宙企画）
- ミス本番 優子　～ふたたび～（5月17日、宇宙企画）
- お帰りなさいませご主人様（6月18日、宇宙企画）
- 24時間 生中出し（7月16日、宇宙企画）
- 宇宙企画 コレクション2010 4時間（7月23日、宇宙企画）他多数出演
- あなたといっぱい中出ししたいの（8月20日、宇宙企画）
- 堕天使X（9月17日、宇宙企画）
- 宇宙企画 アイドル生中出しコレクション（10月22日、宇宙企画）他多数出演
- 宇宙企画30周年ベスト ～メモリアル 12時間～（12月24日、宇宙企画）他多数出演

2011年
- 宇宙企画 コレクション2010 4時間 2（1月28日、宇宙企画）他多数出演
- 絶頂アクメ陵辱FUCK4時間スペシャル愛蔵版（3月25日、宇宙企画）